# Meeksi
Meeksi (em estoniano:  Meeksi vald) é um município rural estoniano localizado na região de Tartumaa.